# Lauf dich warm
Lauf dich warm (englischer Originaltitel: Warming up) ist eine australische Sport- und Liebes-Komödie aus dem Jahr 1985. Sie ist in Deutschland auch unter dem Alternativtitel Spitzenschuh und grüner Rasen bekannt.

## Handlung
Die geschiedene Ballettlehrerin Juliet hat von der (ihrer Meinung nach nur sportversessenen) Männerwelt genug und will einen Neuanfang wagen. Gemeinsam mit ihrem zehnjährigen Sohn Andy verlässt sie Sydney und zieht in die verschlafene Kleinstadt Wilganya im Outback.
Doch bereits kurz nach ihrer Ankunft bricht neues Ungemach über sie herein: zunächst brennt das Haus, in dem sie eigentlich ihre Tanzschule eröffnen wollte, ab und sie steht mittellos da. Und dann macht sie unfreiwillig die Bekanntschaft des örtlichen Polizisten Peter Sullivan, als sie sich gegen einige Motorradrowdys wehrt und diese von der Straße drängt. Der Beginn von Unstimmigkeiten und Kabbeleien zwischen Sullivan und Juliet, die sich von Anfang an nicht grün sind.
Juliet erhält für ihre Schule zunächst ein Ausweichquartier – stellt aber wenig später fest, dass sich dieses im Sportlerheim befindet und sie es mit der lokalen Footballmannschaft „Wilganya Wombats“ teilen muss, deren Trainer ausgerechnet Sullivan ist. Die Wombats selbst sind konditionell und spielerisch schlecht und verlieren ständig, zudem hat Juliet die Mannschaftssituation noch dadurch verschlechtert, dass sie einige Spieler (nämlich die vermeintlichen Motorradrowdys zuvor) verletzte.
Die Zwistigkeiten zwischen Peter und Juliet erreichen neue Höhen, als beide hinter dem Rücken des jeweils anderen agieren. Juliet glaubt ihrerseits, die mangelhafte Fitness der Wombats durch Balletttraining zu verbessern, weshalb sie die Spieler heimlich entsprechende Sprünge und Haltungen üben lässt. Sullivan seinerseits wendet sich Andy zu und bringt diesem – entgegen Juliets Willen – Football bei.
Nachdem sich zunächst die Situation leicht verbessert, Juliet und Peter sich etwas annähern und die Wombats wieder gewinnen, droht die Wahrheit alles wieder zunichtezumachen: die Stadtbewohner kommen durch die seltsamen Spielergewohnheiten hinter das Ballettgeheimnis, Sullivan entdeckt Juliets „Lehrmethoden“ und diese Andis Geheimtraining. Die Spannungen zwischen Peter und Juliet kochen wieder hoch und auf dem Zenit des Ganzen wird sie von Sullivan ins Gefängnis gesperrt. Dies geschieht ausgerechnet kurz bevor die Wombats vor einem wichtigen Meisterschaftsspiel stehen.
Schließlich kann sie aber auf die Unterstützung der Mannschaft und ihres Umfeldes verlassen. Die Wombats helfen ihr auszubrechen, gewinnen am Ende das Spiel und schaffen es, dass Juliet und Peter sich endlich versöhnen – und ein Paar werden.

## Kritiken
„Film um den Kontrast von Stadt- und Landleben sowie um romantische Idealvorstellungen.“

## Trivia
- Bekannteste Szene des Films ist ein Footballspiel der Wombats, das von klassischer Musik unterlegt und wie eine Ballettaufführung choreographiert ist.
- Eine Stadt namens Wilganya gibt es tatsächlich. Sie war Drehort des Films und liegt im Bundesstaat New South Wales.